# Фокс (племе)
Фокс (на английски: Fox) е северноамериканско индианско племе от Алгонкинското езиково семейство, което играе важна роля в колониалната история на Северна Америка.
Тясно свързани със сауките, фокс първоначално живеят на юг и на запад от тях в източната част на Долен Мичиган, в сравнително мирен район преди Бобровите войни (1629 -1701). С изместването на френската търговия с кожи на запад към Големите езера нещата бързо се променят. Племената хурони, тиононтати, отава и неутрал бързо изчерпват запасите си от кожи в своите територии и започват да търсят нови ловни райони. Въоръжени добре от французите, те нападат племената в Долен Мичиган. Защитавайки родината си със старите традиционни оръжия, племената са принудени да отстъпят пред по-добре въоръжените нападатели. Първите, които напускат Мичиган са потауатомите. Сауките и фокс устояват на нападенията по-дълго време, но когато през 1642 г. около 2000 Неутрал и отава унищожават едно голямо укрепено село на маскутен в централната южна част на Мичиган, фокс, сауките, кикапу и маскутен изоставят родината си и се преместват в Уисконсин. След няколко сблъсъка с местните илиной, уинебаго и меномини, племената се установяват трайно в Уисконсин, където ги срещат първите европейци през 1666 г. По това време фокс живеят по поречието на Фокс Ривър в централен Уисконсин и са едно от водещите племена в региона. Първите френски оценки на населението им са за около 5000 души, но вероятно са били двойно повече преди Бобровите войни. На французите, фокс изглеждат доста по-диви и неконтролируеми от другите туземци, които вече познават. Според тях фокс не са контактни и винаги са готови за война. С това първите френски сведения за племето се изчерпват. Едва след посещението на Никола Перо и отец Алоа данните за тях стават по-подробни.
След множество междуплеменни войни и двете големи войни, които водят срещу французите, фокс почти изчезват като племе. Оставайки едва около 500 души до 1734 г., те се присъединяват към сауките и свързват по-нататъшната си съдба с тях. Изправени пред много врагове двете племена се изместват на запад в Айова. След Войната на Черния ястреб, постепенно сауките и фокс се разпръсват като едни отиват в Канзас и Оклахома, а някои остават в Айова и впоследствие получават резервати. 

## Име
Фокс не е истинското им име. Самите те се наричат Мескуаки (Мешкуакихаки, Мескуакихук), което означава „Хора на червената земя (пръст)“. Ранните френски изследователи срещат една тяхна ловна група и ги попитали кои са. Индианците отговарят, че са от Уагош (лисица) – името на един от основните им кланове. Оттогава цялото племе става известно с името фокс – лисица. Оджибуейте и други алгонкински народи ги наричат Отагами (Одугамийг) – хората от другия бряг. Сауките ги наричат Асакиуаки, дакота – Беждеке, ирокезите – Скенчиои, виандот – Скакешуруну, хуроните – Скенчиоронон, шоените – Мшкуакита, уинебаго – Уачереке и потауатомите – Уакушек.

## Култура
Езиково и културно фокс са тясно свързани със сауките и често двете племена са смятани от европейците за едно племе. Всяко племе обаче си е отделно и независимо, със свои вождове и традиции. Също като сауките, фокс имат силно развито чувство за племенна идентичност и индивидуалност. За разлика от останалите народи от района на Големите езера, тяхната политическа и обществена организация са по-добре организирани. Живеят в големи села през цялата година и не се разбиват на малки ловни лагери през зимата. Земеделието доставя по-голямата част от храната като жените са собственици на нивите. Диетата си допълват с диви растителни храни, а след като се сдобиват с коне някъде около 1760 г. започват да провеждат ежегоден всеобщ лов на бизони в прериите на Уисконсин и Илинойс. Дрехите им са изработени главно от еленова кожа като основното облекло за мъжете е набедреник, легинси, ризи и мокасини, а за жените рокли, къси легинси и мокасини. През зимата използват кожени наметала. Татуировките и боядисването на лицата и телата са широко разпространени.

### Религиозни вярвания
Религиозните им вярвания се изразяват в почитта им към Великия дух (Манито) и множество духове и природни сили, които имат собствена магическа сила. По време на пубертета всеки човек трябва да се сдобие с някоя магическа сила на дадено животно или предмет. Това става чрез Търсенето на видение на усамотено място в пост и молитва. На тези, които имат големи, могъщи видения са изработвани специални амулети. Някои такива амулети имат голяма сила и влияят на цели семейни линии.

### Брак и семейство
Едно семейство обикновено се състои от съпруг, съпруга и техните деца. Понякога може да има и втора съпруга. Изневярата обикновено е причина за развод. Брака се организира от двойката и се формализира след размяната на подаръци. Двойката живее със семейството на жената в продължение на една година, преди да създаде собствен дом. Децата се раждат в специални хижи в присъствието само на жени. Майката спазва специални ограничения след раждането в продължение на известно време. Възрастен роднина дава име на детето, което избира от запаса имена на неговия клан. Децата винаги принадлежат към клана на бащата. Като възрастни всеки може да се сдобие с ново име по време на сън, чрез видение или по време на война.

### Погребални практики
Погребенията се извършват след провеждането на различни ритуали. Мъртвият е обличан в най-хубавите му дрехи, увиват го в рогозка и го полагат с крака на запад върху дървено скеле или в плитък гроб. Изтъкнатите войни са погребвани в седнало положение. Върху гробовете е поставяно пакетче тютюн. Траурът трае 6 месеца, през което време роднините спазват някои ограничения. Тютюнът и калюмета са свещени и играят важна роля, както в обикновения така и в церемониалния живот. Всеки ритуал, церемония, преговори, и други започват и завършват с тях.

### Кланове
Племето е организирано в 12 клана по бащина линия – Мечка, Лисица, Вълк, Лос, Рис, Бизон, Орел, Море, Гръм, Мечи картоф...

## История
Първоначално фокс живеят в източната част на Долен Мичиган. Принудени от настъпващите ирокези, те изоставят родината си и се изместват на запад в Уисконсин.

### В Уисконсин
Идвайки в Уисконсин фокс не са добре посрещнати от местните племена. След няколко сблъсъка с илиной се установяват по поречието на Фокс Ривър, между река Уисконсин и езерото Уинебаго, част от територията на племето уинебаго. След кратка война, в която уинебаго са почти унищожени, фокс и другите бежанци почти не срещат съпротива срещу заселването им в Уисконсин. По същото време Бобровите войни достигат западните части на Големите езера. В рамките на няколко години, до 1656 г., ирокезите последователно се разправят с хуроните, тиононтатите, алгонкин, неутрал и ери. Много малко хора от тези племена оцеляват и намират убежище на запад в Уисконсин. В началото на 1660те повече от 20 000 бежанци се събират в Уисконсин, притискайки местните уинебаго и меномини отвсякъде. Струпването на толкова много хора в сравнително тесен район скоро води до конфликти и борба за територии и природни ресурси. В този период фокс са в съюз с кикапу и маскутен и воюват с илиной. Идването на французите в региона допълнително утежнява обстановката. Още от самото начало фокс не искат французите в Уисконсин, тъй като тяхната търговия с кожи донесла само нещастия на племето по-рано. Същевременно големи ирокезки отряди, следвайки бежанците достигат до Уисконсин. През зимата на 1666 г. голям отряд сенеки атакуват фокс и убиват 70 от тях. В следващите години племето продължава да стои настрана от французите и търгува с тях само, за да се снабдяват с оръжие и боеприпаси, за да воюват с дакота и оджибуейте. През 1685 г., чрез посредничеството на французите враждуващите племена сключват примирие. Пет години по-късно самите французи стават причина за възобновяване отново на военните действия. Причината е таксата, която френските търговци трябва да плащат, за да преминат през територията на фокс. Французите поискали от оджибуейте да спрат това и така тласкат племената към война. Оджибуейте се съюзяват със старите си врагове дакота и заедно успяват да изтласкат фокс от горното течение на река Сен Кроа, а французите подпомагани от други техни индиански съюзници атакуват селата им при Фокс Портидж. След изтласкването на ирокезите на изток след 1690 г., за племената в Уисконсин настават по-добри времена. През 1696 г. обаче спирането на френската търговия със заповед от краля води до подновяване на междуплеменните войни и постепенното разпадане на алгонкинско – френския алианс, организиран за борба с ирокезите. Фокс подновяват военните действия срещу дакота и същевременно в съюз с уинебаго изтласкват каскаския от земите им.

### Войни фокс
Ефектът от забраната на търговията с кожи е че междуплеменните войни стават още по-ожесточени, а френските търговци са ограбвани и убивани с обезпокоителни темпове. За да се въведе ред в региона, френските власти се опитват да възстановят търговията, построявайки за целта Форт Пончартрейн в Детройт, и приканват племената да се заселят наблизо. Скоро около поста се събират хиляди индианци и ефектът е като в Уисконсин по-рано – много хора на едно място, а твърде малко ресурси. Много скоро между отделните племена избухват спорове и французите едва успяват да задържат мира между тях. Положението се влошава още повече, когато през 1710 г. в Детройт пристигат около 1000 фокс и техни съюзници кикапу и маскутен. Тъй като това е родината им преди Бобровите войни, новодошлите безцеремонно заявяват на останалите да се съобразяват с това. Недоволни от претенциите им, отава, хуроните, потауатомите, пеория и маямите искат от французите да изгонят фокс. Французите заобикалят искането им и племената решават да вземат решението на проблема в свои ръце. През 1712 г. отряд отава и потауатоми напада ловна група маскутен в Южен Мичиган. Маскутен бягат в селото на фокс при Детройт, за да търсят помощ. Двете племена решават да отвърнат на удара и се подготвят за война. Когато французите се опитват да ги спрат яростта на войните се насочва срещу тях. На 13 май 1712 г. фокс, маскутен и кикапу атакуват Форт Пончартрейн, слагайки началото на Първата война фокс (1712 – 1716). Първоначалната атака на форта не успява и е последвана от обсада, и ако обединените виандот, отава, потауатоми, мисисауга и други племена не се притичат на помощ на французите форта нямало да издържи. Много войни от тези племена атакуват в гръб фокс. В последвалото клане повече от 1000 фокс, кикапу и маскутен са убити. Около 100 фокс успяват да се измъкнат и намират убежище при ирокезите. Малцина други се връщат при роднините си в Уисконсин. През оставащите години от войната французите и техните съюзници в Детройт ще платят скъпо за това клане. В продължение на три години французите не успяват да се организират и да спрат непрекъснатите нападения на обединените фокс, кикапу и маскутен. Неспособни да се справят с тях, французите предлагат мир и фокс изтощени от войната приемат. Мирът не включва пеория (френски съюзници), с които фокс продължават да воюват. През 1724 г. обединените кикапу, маскутен, уинебаго и фокс атакуват селото на пеория в Старви Рок – Илинойс. Пеория са спасени от пристигналите навреме френски войници от Форт дьо Шартр, които принуждават нападателите да отстъпят. Същевременно фокс отварят нов фронт на запад срещу осейджите, ото и мисури. За да се борят с толкова много врагове на фокс са нужни още съюзници и те успяват да се съюзят с дакота. На французите този нов съюз изглежда доста подозрителен. Изведнъж, след 70 години на непрекъсната война, дакота и фокс стават съюзници и французите взимат това за британски заговор срещу тях. Французите решават да се разправят веднъж завинаги с фокс. Освен подкрепата на илиной, французите могат да разчитат и на Макинак оджибуей, както и на племената Детройт (отава, виандот, потауатоми, мисисауга и Сагино оджибуей). През 1726 г. 20 френски войници и 500 войни илиной атакуват фокс. Фокс успяват да се оттеглят навреме и атаката се проваля. На следващата година французите за първи път заговарят на съюзниците си за пълно унищожение на фокс. С помощта на подаръци, преговори и обещания французите успяват да изолират фокс от съюзниците им. Така в началото на Втората война фокс само кикапу и маскутен все още са на страната на фокс. Това се променя, след като кикапу и маскутен отказват да убият френските си пленници по настояване на фокс. Разярени, фокс нападат група кикапу – маскутен, която е на посещение в селото им и убиват всички. С този необмислен и прибързан акт фокс се лишават и от последните си поддръжници, а за да си отмъстят кикапу и маскутен се присъединяват към французите. През зимата на 1729 г. отряд уинебаго, меномини и оджибуей нападат ловен лагер на фокс и убиват 80 мъже и отвличат 70 жени и деца. Притиснати отвсякъде от врагове, през лятото на 1730 г. около 1000 фокс решават да отидат да живеят при сенеките в Ню Йорк. За да стигнат дотам те трябва да преминат през земите на илиной. Фокс изпращат посланици с молба да им бъде разрешено да преминат мирно. Илиной се съгласяват, но по – късно дългогодишната вражда надделява и илиной организират преследване. Преследвачите настигат фокс близо до днешния Блумингтън. Фокс отстъпват и построяват защитно съоръжение с намерението да се защитават. Илиной обсаждат крепостта и изпращат пратеници да свикат подкрепления. През август от Форт дьо Шартр пристигат 100 френски войници и 400 войни от племената кахокия, пеория и мисури. Пристигат и още 200 войни кикапу, маскутен и потауатоми.и още 400 войни сауки, потауатоми и маями от Сейнт Джоузеф. През септември идват още войни от пианкашо и уеа. Заобиколени от над 1400 врагове за фокс в крипостта няма изгледи за спасение. Въпреки че успяват да удържат крепостта, липсата на храна и прясна вода стават все по-големи. Накрая започват да хвърлят децата си от крепостта само и само да не попаднат в ръцете на враговете. През нощта на 8 септември се появява малък шанс за спасение. Разразява се буря и фокс решават да се възползват от нея и да се измъкнат. Планът им успява, но в последвалото преследване между 600 и 800 фокс са убити от французите и техните съюзници. Няма данни да са взимани пленници. След това всичко, което остава от племето са 600те души останали в Уисконсин. Твърде малко, за да се борят срещу толкова врагове те намират убежище при старите си приятели сауките. До този момент сауките поддържат приятелски отношения с французите и се застъпват пред тях за фокс.

### В Айова
През 1734 г. френска експедиция, придружавана от войни оджибуей и меномини пристига в селото им и командващият иска от сауките да предадат фокс. Сауките категорично отказват и са нападнати. В суматохата на битката те и фокс успяват да избягат и преминават за по-сигурно отвъд Мисисипи. Установяват се в източна Айова, откъдето изпращат бойни отряди срещу французите и техните съюзници. През 1736 г. французите изпращат срещу тях втора наказателна експедиция. На следващата година индианските френски съюзници, разтревожени от геноцида, който се извършва срещу сауките и фокс се застъпват за тях и искат от французите да прекратят войната. Изправени пред нова война с оджибве и дакота в Минесота и големия конфликт с чикасо и натчезите на юг, французите се съгласяват да помилват сауките и фокс. Двете племена остават в Айова до 1743 г. До това време фокс осакатени от войните наброяват едва около 500 души, плюс още 100, които живеят при сенеките в Ню Йорк. Доста по-многобройни, сауките са господстващо племе. След 1734 г., въпреки че всяко племе си има собствени вождове и традиции, така силно се смесват помежду си, че по-късно на англичаните и американците им е доста трудно да ги възприемат като две отделни племена.
В Айова животът на фокс и сауките не е лесен. Тук те продължават да воюват на няколко фронта – на юг с осейджите и мисури и на изток с илиной. През 1746 г. техни войни се присъединяват към Макинак оджибуей срещу племената Детройт. Двете племена остават неутрални по време на въстанието на Понтиак през 1763 г. През 1765 г. фокс се завръщат в Уисконсин, който вече е под контрола на англичаните. През 1769 г. техни войни взимат участие в отмъстителния поход, организиран от алгонкините срещу илиной, за да отмъстят за убийството на Понтиак. В резултат на тази отмъстителна война илиной са почти унищожени, а победителите си поделят земите им.
След установяването на британския контрол над Северна Америка, белите селища бавно започват да се разпространяват все по-далеч на запад. Още от началото на пристигането на британците в Илинойс, сауките и фокс се разбират добре с тях. През 1780 г. фокс се съюзяват с дакота и се опитват да си върнат долината на река Сен Кроа, която сега е заета от оджибве, които изтласкват дакота от там през 1740 г. Войната с оджибве за долината продължава до 1783 г., когато оджибве нападат и унищожават 6 села на фокс по река Чипеуа. Фокс, които успяват да се спасят пресичат Мисисипи и се установяват в североизточна Айова, където влизат в конфликт с дакота.

### В резервати
След Войната за независимост белите селища достигат Мисисипи, а след 1816 г. преминават и на запад от нея. През 1815 г. фокс подписват първото си споразумение със САЩ. Тъй като горната част на Мисисипи все още е военна зона и това възпрепятства заселването, за да въведе ред, през 1825 г. Съединените щати свикват всички местни племена на голям съвет в Преъри дьо Шиен, за да се определят границите между отделните племена и между индианците общо и САЩ. Племената се съгласяват да прекратят военните действия, но въпреки това след 1825 г. оджибве изтласкват дакота на юг към Айова, където последните се сблъскват със сауките и фокс. На нов съвет с американците във Форт Армстронг през 1832 г., сауките и фокс се съгласяват да отстъпят източна Айова. След това положението им става още по-трудно. Войната на Черния ястреб струва на двете племена 1/4 от населението им и половината от земите им, а след 1837 г. войната с дакота става още по – ожесточена. До 1846 г. двете племена продават и останалата им земя в Айова и се съгласяват да се преместят в резерват в Канзас. По време на преместването много от тях отказват да напуснат и се укриват в горите. Останалите са транспортирани до Канзас. През 1851 г. една група се измъква от резервата и се връща в Айова, и се присъединява към живеещите там. По – късно те закупуват земя за резерват близо до Тама, където днес живеят техните потомци, които са единственото федерално признато племе в Айова.
В Канзас положението все повече се утежнява. След Гражданската война белите наводняват щата и искат от правителството индианците да бъдат преместени, за да се осигури повече земя за заселване. През 1867 г. сауките и фокс решават да изоставят Канзас и да се преместят в Оклахома. При преместването им през 1869 г. някои отказват да напуснат и остават в Канзас.
В годините след това двете племена бавно започват да се възстановяват, въпреки че губят и голяма част от предоставените им от правителството земи, на хората в Айова, Канзас и Оклахома им остава все още достатъчно земя, където да живеят.
В началото на 21 век има три комбинирани федерално признати племена сауки и фокс:
- Сак и фокс нацията на Мисури в Канзас и Небраска
- Сак и фокс племето на Мисисипи в Айова
- Сак и фокс нацията на Оклахома

Общата численост на трите племенни образувания е около 5500 души.